# Если бы камни говорили…
Если бы камни говорили… (укр. Якби каміння говорило…) — советский художественный фильм, снятый на киностудии им. Довженко в 1957 году режиссёром Юрием Лысенко. 
Экранизация «Бориславских рассказов» Ивана Франко.

## Сюжет
Действие фильма происходит на Западной Украине во второй половине XIX века. В мире стремительно набирает ценность новый природный ресурс — нефть. Но технология добычи этого полезного ископаемого ещё не налажена и часто очень опасна. Фильм рассказывает о судьбах и нелегком труде рабочих-нефтяников тех далёких лет.

## В ролях
- Генрих Осташевский — Иван
- Николай Козленко — Сень Басараб
- Лариса Борисенко — Фрузя
- Неонила Гнеповская — Ганка, шинкарка
- Н. Морочковский — управляющий
- Коля Батуревич — Захарко
- Анна Егорова — Орина, нищенка
- М. Гавриляк — Катря
- Касим Мухутдинов — рабочий
- И. Билозир — рабочий
- Иван Гузиков — Яць Зелепуга, рабочий
- Иван Матвеев — Шушма, рабочий
- Палладий Белоконь — приказчик
- Василий Козенко — приказчик
- Василий Фущич — Леон Гаммершлаг, хозяин промыслов
- Александра Соколова — гуцулка
- Валентин Грудинин — пьяница в шинке
- Лариса Цодикова — Мотря
- Валерий Зиновьев — Степан
- Константин Кульчицкий — Мефодий (нет в титрах)

## Создатели картины
- Режиссёр-постановщик: Юрий Лысенко
- Сценарий: Юрий Лысенко, 
Михаил Янукович
- Оператор-постановщик: Вадим Верещак
- Композитор: Платон Майборода
- Художник-постановщик: Георгий Прокопец
- Звукооператор: М. Медведев
- Монтаж: С. Тесленко
- Директор фильма: Алексей Ярмольский[3]